# ポール・スウィージー
ポール・スウィージー（Paul Marlor Sweezy, 1910年4月10日 - 2004年2月27日）は、アメリカの経済学者。

ポール・A・バランと並ぶ、アメリカでは希少なマルクス経済学者。政治活動家であり、長寿雑誌マンスリー・レビューの発行者、編集者だった。生涯の研究テーマは独占と恐慌。マルクス経済学に傾倒する以前は、特にヨーゼフ・シュンペーターに強く期待された一流の理論経済学者として目され、ミクロ経済学の複占・寡占における屈折需要曲線の命名などの業績をあげた。金沢や京都に来日したことがある。

## 略歴
- 1910年　ニューヨーク・ファーストナショナル銀行（現シティバンク）副頭取の3人息子の三男としてニューヨークに生まれる。
- 1931年～1932年　卒業が見通しできた後、一年間ロンドン大学ロンドン・スクール・オブ・エコノミクスに留学。
- 1932年　ハーバード大学を優等で卒業。
- 1937年　ハーバード大学から博士号をえる。
- 1938年　ハーバード大学で専任講師になる。
- 1942年　主著『資本主義発展の理論』はそれまでのマルクス経済学の論点を整理した書として有名。
- 1942年～1945年　アメリカ政府の戦略サービス局の調査・研究担当になり、イギリスのイギリス経済政策局のアナリストとしてロンドンへ派遣される。
- 1946年まで　ハーバード大学経済学部教授（ただし、テニュアの取得はマッカーシズムによる阻害で断念）を務めた。
- 1949年　社会主義者のための月刊誌『マンスリー・レビュー』を創刊し、現在も刊行されている（ちなみに創刊号にはアルベルト・アインシュタインがエッセイを寄せている ）。
- 2004年　死去（93歳）

## 著書

### 単著
- Monopoly and Competition in the English Coal Trade, 1550-1850, (Harvard University Press, 1938).
- The Theory of Capitalist Development: Principles of Marxian Political Economy, (Oxford University Press, 1942).

中村金治訳『資本主義発展の理論』（日本評論社, 1951年）
都留重人訳『資本主義発展の理論』（新評論, 1967年）
- Socialism, (McGraw-Hill, 1949).

野々村一雄訳『社會主義』（岩波書店, 1951年）
- The Present as History: Essays and Reviews on Capitalism and Socialism, (Monthly Review Press, 1953).

都留重人監訳『歴史としての現代――資本主義・社會主義に關する論攷』（岩波書店, 1954年）
- Marxian Socialism: Power Elite or Ruling Class?, (Monthly Review Press, 1956).
- Modern Capitalism and Other Essays, (Monthly Review Press, 1972).

畠山次郎訳『現代資本主義』（岩波書店, 1974年）
- Post-Revolutionary Society: Essays, (Monthly Review Press, 1980).

伊藤誠訳『革命後の社会』（TBSブリタニカ, 1980年／社会評論社, 1990年）
- Four Lectures on Marxism, (Monthly Review Press, 1981).

柴田徳衛訳『マルクス主義と現代』（岩波書店, 1982年）

### 共著
- Socialism is the Only Answer, with Leo Huberman, (Monthly Review Press, 1951).
- The Transition from Feudalism to Capitalism: A Symposium, with Maurice Dobb, H. K. Takahashi, Rodney Hilton and Christopher Hill, (Science and Society, 1954).

大阪経済法科大学経済研究所訳『封建制から資本主義への移行』（柘植書房, 1982年）
- What You Should Know about Suez, with Leo Huberman, (Monthly Review Press, 1956).
- The Theory of U. S. Foreign Policy, with Leo Huberman, (Monthly Review Press, 1960).
- Cuba: Anatomy of a Revolution, with Leo Huberman, (Monthly Review Press, 1960).

池上幹徳訳『キューバ――一つの革命の解剖』（岩波書店［岩波新書］, 1960年／増補版, 1961年）
- Monopoly Capital: An Essay on the American Economic and Social Order, with Paul A. Baran, (Monthly Review Press, 1966).

ポール・A・バラン共著、小原敬士訳『独占資本――アメリカの経済・社会秩序にかんする試論』（岩波書店, 1967年）
- Introduction to Socialism, with Leo Huberman, (Monthly Review Press, 1968).

西岡幸泰訳『社会主義とはなにか』（紀伊国屋書店, 1970年）
- Socialism in Cuba, with Leo Huberman, (Monthly Review Press, 1969).

柴田徳衛訳『キューバの社会主義（上・下）』（岩波書店［岩波新書］, 1969年）
- Vietnam, the Endless War: from Monthly Review, 1954-1970, with Leo Huberman and Harry Magdoff, (Monthly Review Press, 1970).
- On the Transition to Socialism, with Charles Bettelheim, (Monthly Review Press, 1971).
- The Dynamics of U.S. Capitalism: Corporate Structure, Inflation, Credit, Gold, and the Dollar, with Harry Magdof, (Monthly Review Press, 1972).

岸本重陳訳『アメリカ資本主義の動態』（岩波書店, 1978年）
- The End of Prosperity: the American Economy in the 1970s, with Harry Magdoff, (Monthly Review Press, 1977).

堀江忠男監訳『アメリカの繁栄は終った!』（新評論, 1980年）
- The Deepening Crisis of U.S. Capitalism, with Harry Magdoff, (Monthly Review Press, 1981).

伊藤誠訳『アメリカ資本主義の危機』（TBSブリタニカ, 1982年）
- Stagnation and the Financial Explosion, with Harry Magdoff, (Monthly Review Press, 1987).
- The Irreversible Crisis: Five Essays, with Harry Magdoff, (Monthly Review Press, 1988).

### 共編著
- F. O. Matthiessen (1902-1950): A Collective Portrait, co-edited with Leo Huberman, (Henry Schuman, 1950).
- Paul A. Baran (1910-1964): A Collective Portrait, co-edited with Leo Huberman, (Monthly Revies Press, 1965).
- Regis Debray and the Latin American Revolution: A Collection of Essays, co-edited with Leo Huberman, (Monthly Review Press, 1968).
- Lenin Today: Eight Essays, on the Hundredth Anniversary of Lenin's Birth, co-edited with Harry Magdoff, (Monthly Review Press, 1970).

坂井秀夫・岡俊孝訳『現代とレーニン』（福村出版, 1972年）
- Revolution and Counter-Revolution in Chile, co-edited with Harry Magdoff, (Monthly Review Press, 1974).

## 参考
- Paul Sweezy（英語）